# Hekatomnidi
Hekatomnidi ali Hekatomnidska dinastija so bili vladarji perzijske satrapije Karije in okoliških pokrajin, ki so vladali približno od 395 pr. n. št. do  334 pr. n. št..
Uradno so bili satrapi perzijskega Ahemenidskega cesarstva, vendar so bili zelo samostojni in so ustanovili svojo dinastijo. Njen ustanovitelj je bil Hekatomen. Prvi sedež dinastije je bil v Milasi, sedanjem Milasu, Turčija, potem pa ga je Mavzol preselil v Halikarnas, sedanji Bodrum, Turčija. 
Hekatomen je imel pet otrok. Vsi so ga nasledili na položaju satrapa. Dinastija je znana po porokah med bratoma in sestrama, s čimer naj bi ohranili moč dinastije znotraj družine.
Dinastija je ugasnila s prihodom Aleksandra Velikega. Aleksander je za satrapinjo imenoval odstavljeno Mavzolovo mlajšo  hčerko Ado, ona pa ga je v zameno posinovila in s tem nanj prenesla vladarske pravice v Kariji. 
Najbolj znan spomenik, ki ga je dinastija zapustila, je Mavzolov Mavzolej v Halikarnasu, ki ga je dala zgraditi njegova žena, sestra in naslednica Artemizija II..

## Dinasti
- Hekatomen (vladal 395-377 pr. n. št.)
- Mavzol, Hekatomnov sin (377-353 pr. n. št.)
- Artemizija II., Hekatomnova hčerka in Mavzolova žena (353-351 pr. n. št.)
- Idriej, Hekatomnov sin (351-344 pr. n. št.)
- Ada, Hekatomnova hčerka in Idriejeva žena (344-340 pr. n. št. in 334-326 pr. n. št. pod Aleksandrom Velikim)
- Piksodar, Hekatomnov sin (340-335 pr. n. št.)